# Bryan Price
Bryan Roberts Price (ur. 22 czerwca 1962) – amerykański baseballista, który występował na pozycji miotacza.

## Przebieg kariery
Price studiował na University of California w Berkeley, gdzie w latach 1981–1984 grał w drużynie uniwersyteckiej California Golden Bears. Podczas występów w NCAA ustanowił rekord uczelni w liczbie rozegranych inningów (374⅔).
W 1984 został wybrany ósmej rundzie draftu przez California Angels, ale występował tylko w klubach farmerskich tego zespołu, najwyżej na poziomie Double-A w Midland Angels. W 1987 podpisał kontrakt z organizacją Seattle Mariners. Przez dwa sezony grał w niższych ligach w Vermont Mariners i Williamsport Bills (Double-A) oraz w Calgary Cannons (Triple-A).
W 2000 został trenerem miotaczy w Seattle Mariners, zaś od 2006 do 2009 pełnił tę funkcję w Arizona Diamondbacks. W październiku 2009 został trenerem miotaczy w Cincinnati Reds. Przed rozpoczęciem sezonu 2014 został mianowany menadżerem Cincinnati Reds. 19 kwietnia 2018 został zwolniony z tej funkcji, po wygraniu zaledwie trzech z osiemnastu meczów na starcie sezonu.

## Statystyki kariery menadżerskiej w MLB
Sezon zasadniczy
| Sezon     | Klub            | Liga | Mecze | Zwycięstwa | Porażki | Proc. zw. i por. |
| --------- | --------------- | ---- | ----- | ---------- | ------- | ---------------- |
| 2014–2018 | Cincinnati Reds | NL   | 666   | 279        | 387     | 0,419            |